# Les Cinq parties du monde
Pour plus de détails, voir Fiche technique et Distribution.
Les Cinq parties du monde est un téléfilm français réalisé par Gérard Mordillat, diffusé la première fois en 2012.

## Fiche technique
- Titre : Les Cinq parties du monde
- Réalisation et scénario : Gérard Mordillat
- Photographie : François Catonné
- Montage : Marie Quinton
- Musique : Thomas Enhco
- Pays d'origine :  France
- Date de première diffusion : 2012

## Distribution
- Franck Falise : Vichy-Menthe
- Franck de Lapersonne : le Chouf
- Marc Barbé : Lip
- Florence Thomassin : Linda
- Marie Denarnaud : Maggie
- Marie Kremer : Josy
- Kea Kaing : Kuku
- Hélène Patarot : Madame Lin Ho
- Jacques Pater : Joseph
- Sid Ahmed Agoumi : le Niçois
- Jérôme Clément : Capitaine d'armes
- William Leplat : Gorlaouët
- Elie Triffault : Sako
- Clovis Fouin : Lerat
- Patrice Valota : l'amiral
- Lorraine Mordillat : Sœur Cécile
- Laurent Becker : Le Grand
- Emmanuel Reymond : Le Petit
- Antoine Bourseiller : le vieil homme

## Récompenses
- FIPA d'or 2012 : Meilleur film
- FIPA d'or 2012 : Meilleure musique originale (Thomas Enhco)